# مرسدس کوینتانا
مرسدس کوینتانا (انگلیسی: Mercedes Quintana; 1910 - 1996) بازیگر، و طراح رقص اهل آرژانتین بود. او استودیوی رقص خود را اداره می‌کرد که نوازندگانی مانند سوزانا زیمرمن را معرفی می‌کرد.